# Referendum na Białorusi w 1996 roku
Referendum na Białorusi w 1996 roku – sfałszowane referendum przeprowadzone 24 listopada 1996 roku. W referendum zadano obywatelom 7 pytań.

## Okoliczności rozpisania
Celem referendum była głęboka transformacja systemu politycznego Białorusi, sprowadzająca się do jego zdominowania przez prezydenta, zalegalizowanie przedłużenia kadencji prezydenta Alaksandra Łukaszenkioraz rozszerzenie jego uprawnień.

## Reakcje opozycji
Według Siarhieja Kalakina, szefa komunistycznej frakcji w parlamencie, od 20 do 50% głosów zostało sfałszowane. Zastępca szefa frakcji komunistycznej parlamentu w 1996 r. powiedział, że referendum doprowadziło do podporządkowania sobie wszystkich organów władzy przez prezydenta. Białoruskie władze zaprzeczyły fałszerstwom wyborczym.

## Pytania i wyniki
1. Czy jesteś za przeniesieniem święta niepodległości Republiki Białorusi na dzień wyzwolenia Białorusi w wielkiej wojnie ojczyźnianej 3 lipca?
2. Czy jesteś za nowelizacją konstytucji zaproponowaną przez prezydenta Alaksandra Łukaszenkę?
3. Czy jesteś za swobodnym i nielimitowanym obrotem ziemią?
4. Czy jesteś za zniesieniem kary śmierci na terenie Republiki Białorusi?
5. Czy chcesz przyjęcia zmian i uzupełnień w Konstytucji Republiki Białorusi sugerowanych przez komunistów i rolną frakcję w Radzie Najwyższej?
6. Czy przywódcy terenowych organów władzy wykonawczej powinni być wybierani bezpośrednio przez mieszkańców w odpowiedniej administracyjnej jednostce terytorialnej?
7. Czy zgadzają się Państwo na to, że finansowanie wszystkich gałęzi władzy państwowej musi być przeprowadzone w sposób otwarty i przejrzysty i tylko z budżetu państwa?
| Pytania | Głosy za | Głosy przeciw | Głosy nieważne |
| --- | -------- | ------------- | -------------- |
| Czy jesteś za przeniesieniem święta niepodległości Republiki Białorusi na dzień wyzwolenia Białorusi w wielkiej wojnie ojczyźnianej 3 lipca? | 88.18%   | 10.46%        | 1,36%          |
| Czy jesteś za nowelizacją konstytucji zaproponowaną przez prezydenta Alaksandra Łukaszenkę?                                                  | 70,45%   | 9,39%         | 20,16%         |
| Czy jesteś za swobodnym i nielimitowanym obrotem ziemią?                                                                                     | 15.35%   | 82.88%        | 1,77%          |
| Czy jesteś za zniesieniem kary śmierci na terenie Republiki Białorusi?                                                                       | 17.93%   | 82.88%        | ?              |

| Pytania | Głosy za | Głosy przeciw | Głosy nieważne |
| --- | -------- | ------------- | -------------- |
| Czy chcesz przyjęcia zmian i uzupełnień w Konstytucji Republiki Białorusi sugerowanych przez komunistów i rolną frakcję w Radzie Najwyższej?                          | 7,93%    | 71,2%         | 20,87%         |
| Czy przywódcy terenowych organów władzy wykonawczej powinni być wybierani bezpośrednio przez mieszkańców w odpowiedniej administracyjnej jednostce terytorialnej?     | 28.14%   | 69.92%        | 1,94%          |
| Czy zgadzają się Państwo na to, że finansowanie wszystkich gałęzi władzy państwowej musi być przeprowadzone w sposób otwarty i przejrzysty i tylko z budżetu państwa? | 32.18%   | 65,85%        | 1,97%          |

## Fałszerstwa
1. Referendum lokalne: komisje powinny być tworzone przez lokalne organy ustawodawcze nie później niż na miesiąc przed referendum. W rzeczywistości zostały utworzone 5–7 dni wcześniej.
2. W najważniejszym terminie referendum prezydent Łukaszenka usuwa niezgodnie z prawem przewodniczącego Centralnej Komisji Wyborczej Wiktara Hanczara[2] z urzędu. Prace komisji są sparaliżowane.
3. Na początku głosowania (9 listopada) do lokali wyborczych nie zostały dostarczone proponowane zmiany i uzupełnienia do Konstytucji, więc obywatele nie wiedzieli za czym głosowali.
4. Wiele głosów oddanych było przedterminowo. W efekcie w dniu referendum prawie jedna czwarta wyborców już głosowała, co dawało pole do nadużyć.
5. Karty do głosowania zostały wydrukowane przez Biuro Prezydenta Republiki Białorusi. Zabrano je do lokali wyborczych bez przechodzenia przez Centralną Komisję Wyborczą i oddziały regionalne.
6. Referendum nie zostało sfinansowane z budżetu państwa, ale z nieznanych nielegalnych składek Centralnej Komisji Wyborczej.
7. Odnotowano jednostronne prowadzenie agitacji i propagandy na rzecz stanowiska prezydenta Łukaszenki.
8. W niektórych przypadkach agitacja była prowadzona bezpośrednio w lokalach wyborczych;
9. W dniu referendum międzynarodowym obserwatorom, przedstawicielom partii politycznych i organizacji publicznych utrudniono monitorowanie głosowania: nie byli wpuszczani do lokali wyborczych, nie podano wymaganych informacji;
10. Miały miejsce liczne naruszenia prawa w lokalach wyborczych, takie jak: brak kabin do tajnego głosowania, brak poprawek i uzupełnień do projektu Konstytucji, wyborcy mogli głosować bez konieczności przedstawiania dokumentów tożsamości, plomby na urnach zostały uszkodzone, znaleziono dowody fałszerstwa podpisów wyborców.